# Velika nagrada Španije 1994
Velika nagrada Španije 1994 je bila peta dirka Svetovnega prvenstva Formule 1 v sezoni 1994. Odvijala se je 29. maja 1994 na dirkališču Circuit de Catalunya v Barceloni. Zmagal je Damon Hill, drugo mesto je osvojil Michael Schumacher, tretje pa Mark Blundell. Schumacher je osvojil tako najboljši štartni položaj, kot tudi postavil najhitrejši krog dirke.

## Poročilo

### Pred dirko
Michael Schumacher bi z zmago na tej dirki izenačil rekord Nigela Manslla, ki je na začetku sezone dosegel pet zaporednih zmag, saj je zmagal na prvih štirih dirkah sezone in bil tako v prepričljivem vodstvu v prvenstvu. David Coulthard je debitiral na dirkah Formule 1 v Williamsu, Andrea Montermini pa v Simteku.

### Kvalifikacije
Najboljši štartni položaj je osvojil Michael Schumacher z Benetton-Fordom s prednostjo pol sekunde pred Damonom Hillom in še desetinko več pred Miko Häkinnenom. Do desetega mesta so se zvrstili še Jyrki Järvilehto, Rubens Barrichello, Jean Alesi, Gerhard Berger, Martin Brundle, David Coulthard in Ukjo Katajama.

### Dirka
Olivier Beretta je zaradi okvare motorja odstopil že v krogu za ogrevanje. Schumacher je štartal najbolje, za njim pa se je v prvem ovinku odvijala huda borba za drugo mesto. Hill je komaj še uspel zadržati za seboj Häkkinena, Alesi pa je uspel prehiteti JJ Lehta. 
Coulthard se je z devetega prebil na osmo mesto že v prvem ovinku, do tretjega kroga pa je bil že na šestem. V ospredju Hill ni mogel slediti Schumacherju, ki se je od Angleža oddaljeval po sekundo na krog.
Za prvo trojico je bil Alesi, ki je zadrževal JJ Lehta in Coultharda s Ferrarijem ter je imel slabo aerodinamiko toda močan motor. Coulthard je zgodaj zapeljal na prvi postanek, da bi nato lahko vozil po prazni stezi, toda pri speljevanju mu je dirkalnik dvakrat ugasnil, kar je postanek podaljšalo na pol minute, tako da se je vrnil s krogom zaostanka za vodilnim Schumacherjem.
Po hitrih 7-sekundnih postankih Häkkinena in JJ Lehta, je na postanek zapeljal tudi vodilni Nemec, kmalu za njim pa še Johnny Herbert, ki pa je z Lotusom zaostajal že za krog. Po tem ko se je Schumacher vrnil nazaj na stezo, sta ga hitro prehitela Herbert in Coulthard. Po dirki je Schumacher povedal, da je menjalnik obtičal v peti prestavi, iz boksov pa so mu sporočili, da se tega ne da popraviti.  
Po postanku Hilla, je Häkkinen prešel v vodstvo in se počasi oddaljeval od Williamsa, Schumacher se je boril s težavami na tretjem mestu, četrti je bil JJ Lehto, nato pa še Alesi in Brundle. Häkkinen je presenetljivo hitro zapeljal na drugi postanek, tako da je vodstvo ponovno prevzel Hill. Angležev drugi postanek je bil zelo hiter, tako da je ostal v vodstvu tudi ko se je vrnil nazaj na stezo.
Coulthardov Williams je imel električne težave, tako da se pri speljevanju z boksov ponovno večkrat ugasnil, v 32. kroga pa je le še parkiral ob progi in odstopil. Medtem se je Schumacher presenetljivo dobro držal s pokvarjenim menjalnikom. Zaradi tega je spremenil linijo vožnje skozi ovinke in ne samo da mu je uspelo dirkalnik držati na stezi, toda njegovi časi so bili celo konkurenčni časom Williamsov in McLarnovih dirkačev.
Hill je bil v vodstvu, drugi Häkkinen, Schumacher pa še vedno na tretjem mestu. Po Finčevem tretjem postanku je Schumacher napredoval na drugo mesto, četrti pa je bil JJ Lehto, za njim pa drugi McLarnov dirkač, Martin Brundle. V 48. krogu je eksplodiral motor na Häkkinenovem dirkalniku in po dobrem dirkanju je moral odstopiti. S tem sta Hill in Schumacher znebila resnega konkurenta, JJ Lehto pa je napredoval na tretje mesto. Toda Finec je moral po težavah z motorjem šest krogov kasneje odstopiti, tako da se je na tretje mesto prebil Martin Brundle. Toda tretje mesto je bilo očitno prekleto, saj je tudi njemu le nekaj krogov kasneje razneslo motor.
Po treh odstopih dirkačev s tretjega mesta se je tam znašel Mark Blundell s Tyrrell-Yamaho in dosegel svoje prve stopničke v karieri. Stanje na prvih dveh mestih se ni spremenilo, zmagal je Hill pred Schumacherjem.

### Po dirki
To je bila prva zmaga ta Williams v tej sezoni in Hill jo je posvetil vsem navijačem nedavno tragično preminulega Ayrtona Senne. Ko je Schumacher na tiskovni konferenci po dirki opisoval svoje težave z menjalnikom, je bil Hill ob njem vidno šokiran. Nemec je povedal: »Na začetku sem le s težavo odpeljal vse ovinke v peti prestavi, toda kmalu sem našel dobro linijo in lahko sem dosegal podobno dobre čase kot dirkači za mano.« Med mnogimi, ki so bili nad Nemčevo predstavo osupli, je bil tudi šef Benettona Flavio Briatore, ki je označil to dirko za Schumacherjevo najboljšo.

## Rezultati

### Kvalifikacije
| Poz | Št | Dirkač                | Konstruktor       | Čas      | Zaostanek |
| --- | -- | --------------------- | ----------------- | -------- | --------- |
| 1   | 5  | Michael Schumacher    | Benetton-Ford     | 1:21,908 |           |
| 2   | 0  | Damon Hill            | Williams-Renault  | 1:22,559 | +0,651    |
| 3   | 7  | Mika Häkkinen         | McLaren-Peugeot   | 1:22,660 | +0,752    |
| 4   | 6  | Jyrki Järvilehto      | Benetton-Ford     | 1:22,983 | +1,075    |
| 5   | 14 | Rubens Barrichello    | Jordan-Hart       | 1:23,594 | +1,686    |
| 6   | 27 | Jean Alesi            | Ferrari           | 1:23,700 | +1,792    |
| 7   | 28 | Gerhard Berger        | Ferrari           | 1:23,715 | +1,807    |
| 8   | 8  | Martin Brundle        | McLaren-Peugeot   | 1:23,763 | +1,855    |
| 9   | 2  | David Coulthard       | Williams-Renault  | 1:23,782 | +1,874    |
| 10  | 3  | Ukjo Katajama         | Tyrrell-Yamaha    | 1:23,969 | +2,061    |
| 11  | 4  | Mark Blundell         | Tyrrell-Yamaha    | 1:23,981 | +2,073    |
| 12  | 30 | Heinz-Harald Frentzen | Sauber-Mercedes   | 1:24,254 | +2,346    |
| 13  | 15 | Eddie Irvine          | Jordan-Hart       | 1:24,930 | +3,022    |
| 14  | 24 | Michele Alboreto      | Minardi-Ford      | 1:24,996 | +3,088    |
| 15  | 10 | Gianni Morbidelli     | Footwork-Ford     | 1:25,018 | +3,110    |
| 16  | 20 | Érik Comas            | Larrousse-Ford    | 1:25,050 | +3,142    |
| 17  | 19 | Olivier Beretta       | Larrousse-Ford    | 1:25,161 | +3,253    |
| 18  | 23 | Pierluigi Martini     | Minardi-Ford      | 1:25,247 | +3,339    |
| 19  | 26 | Olivier Panis         | Ligier-Renault    | 1:25,577 | +3,669    |
| 20  | 25 | Éric Bernard          | Ligier-Renault    | 1:25,766 | +3,858    |
| 21  | 9  | Christian Fittipaldi  | Footwork-Ford     | 1:26,084 | +4,176    |
| 22  | 12 | Johnny Herbert        | Lotus-Mugen-Honda | 1:26,397 | +4,489    |
| 23  | 11 | Alessandro Zanardi    | Lotus-Mugen-Honda | 1:27,685 | +5,777    |
| 24  | 31 | David Brabham         | Simtek-Ford       | 1:28,151 | +6,243    |
| 25  | 34 | Bertrand Gachot       | Pacific-Ilmor     | 1:28,873 | +6,965    |
| 26  | 33 | Paul Belmondo         | Pacific-Ilmor     | 1:30,657 | +8,749    |
| DNQ | 32 | Andrea Montermini     | Simtek-Ford       | 1:31,111 | +9,203    |

### Dirka
| Poz | Št | Dirkač                | Konstruktor       | Krogi | Čas/Odstop   | Št. m. | Toč |
| --- | -- | --------------------- | ----------------- | ----- | ------------ | ------ | --- |
| 1   | 0  | Damon Hill            | Williams-Renault  | 65    | 1:36:14,374  | 2      | 10  |
| 2   | 5  | Michael Schumacher    | Benetton-Ford     | 65    | + 24,166 s   | 1      | 6   |
| 3   | 4  | Mark Blundell         | Tyrrell-Yamaha    | 65    | + 1:26,969   | 11     | 4   |
| 4   | 27 | Jean Alesi            | Ferrari           | 64    | +1 krog      | 6      | 3   |
| 5   | 23 | Pierluigi Martini     | Minardi-Ford      | 64    | +1 krog      | 18     | 2   |
| 6   | 15 | Eddie Irvine          | Jordan-Hart       | 64    | +1 krog      | 13     | 1   |
| 7   | 26 | Olivier Panis         | Ligier-Renault    | 63    | +2 kroga     | 19     |     |
| 8   | 25 | Eric Bernard          | Ligier-Renault    | 62    | +3 krogi     | 20     |     |
| 9   | 11 | Alessandro Zanardi    | Lotus-Mugen-Honda | 62    | +3 krogi     | 23     |     |
| 10  | 31 | David Brabham         | Simtek-Ford       | 61    | +4 krogi     | 24     |     |
| 11  | 8  | Martin Brundle        | McLaren-Peugeot   | 59    | Prenos       | 8      |     |
| Ods | 6  | Jyrki Järvilehto      | Benetton-Ford     | 53    | Motor        | 4      |     |
| Ods | 7  | Mika Häkkinen         | McLaren-Peugeot   | 48    | Motor        | 3      |     |
| Ods | 12 | Johnny Herbert        | Lotus-Mugen-Honda | 41    | Zavrten      | 22     |     |
| Ods | 14 | Rubens Barrichello    | Jordan-Hart       | 39    | Zavrten      | 5      |     |
| Ods | 9  | Christian Fittipaldi  | Footwork-Ford     | 35    | Motor        | 21     |     |
| Ods | 2  | David Coulthard       | Williams-Renault  | 32    | El. sistem   | 9      |     |
| Ods | 34 | Bertrand Gachot       | Pacific-Ilmor     | 32    | Krilca       | 25     |     |
| Ods | 28 | Gerhard Berger        | Ferrari           | 27    | Menjalnik    | 7      |     |
| Ods | 10 | Gianni Morbidelli     | Footwork-Ford     | 24    | Dovod goriva | 15     |     |
| Ods | 30 | Heinz-Harald Frentzen | Sauber-Mercedes   | 21    | Menjalnik    | 12     |     |
| Ods | 20 | Eric Comas            | Larrousse-Ford    | 19    | Hladilnik    | 16     |     |
| Ods | 3  | Ukjo Katajama         | Tyrrell-Yamaha    | 16    | Motor        | 10     |     |
| Ods | 24 | Michele Alboreto      | Minardi-Ford      | 4     | Motor        | 14     |     |
| Ods | 33 | Paul Belmondo         | Pacific-Ilmor     | 2     | Zavrten      | 26     |     |
| Ods | 19 | Olivier Beretta       | Larrousse-Ford    | 0     | Motor        | 17     |     |
| DNQ | 32 | Andrea Montermini     | Simtek-Ford       |       |              |        |     |